# Gastronomía de Armenia

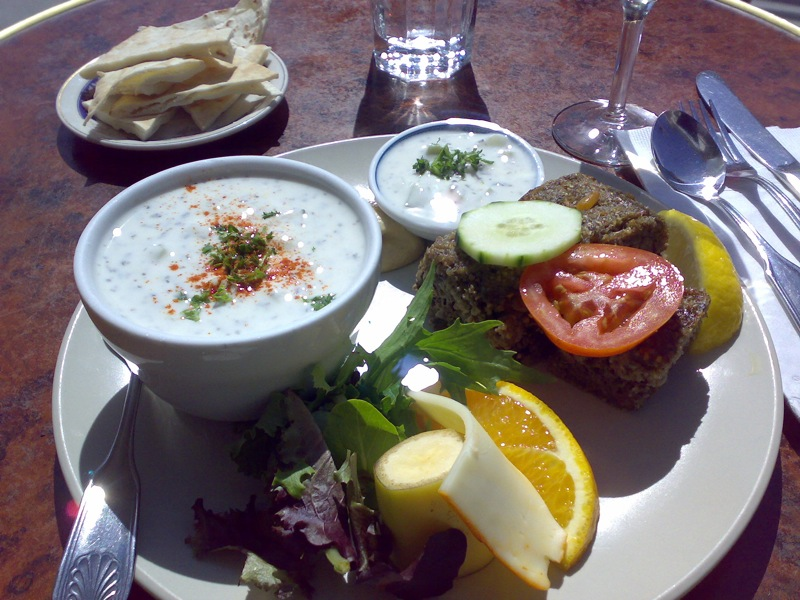
La sopa de yogur (Spas) armenia con un kibbeh.

La gastronomía de Armenia corresponde a los platos y tradiciones culinarias de los pueblos armenios, siendo además parte integrante de la diáspora armenia. La cocina armenia se caracteriza por estar a caballo entre la cocina mediterránea y la del Cáucaso. Con grandes influencias de la cocina del Oriente Medio y de Rusia, y también de los Balcanes.

## Ingredientes

### Lácteos
Los productos lácteos son muy importantes en la cocina de Armenia, (tavaklian), debe saberse que en un principio los armenios eran una cultura itinerante y los productos derivados de la leche debían ser fermentados. En el terreno de los quesos destaca el panir, considerado durante siglos como la parte integrante del desayuno armenio, el 'Hahts u Panir' (pan y queso), es un alimento ideal matutino: existe una expresión en armenio que dice 'Hahts u Panir, gortst banir' (pan y queso hace el trabajo), la mayoría de los quesos se hacen con leche no pasteurizada y suelen estar en salazón, es por esta razón por la que suele remojarse en agua antes de servirse. Se suelen vender dos tipos de quesos muy tradicionales de los armenios: lori y el Chanakh, ambos son ácidos de sabor y ambos tienen un gran contenido de cultivo bacteriano procedente de la leche de oveja. El Aragackij Syr es un queso tradicional elaborado con leche de oveja pero que, en la actualidad, admite una mezcla con leche de vaca. Los quesos de cabra suelen estar recubiertos de ceniza para mantener la humedad. Un centro de producción típico es Tashir. Otros quesos armenios son el Chechil, el Mklats panir y el boureg.
Uno de los platos más populares elaborados entre los armenios es el spas o tahnapoor ('sopa de yogur' o de forma más precisa 'sopa de suero de mantequilla'), un refrán armenio dice vospor apoor'pas orva tahnapoorne - La sopa de lentejas es a los días de ayuno, lo que la sopa de yogur a los días de fiesta - se trata de un plato con granos de cereal y yogur, todo ello aderezado con cilantro picado (a veces se añade clara de huevo y harina para prevenir que el yogur se corte). En la cocina armenia cuando se añade un productor lácteo a una sopa esta pasa a tener como denominación "apoor".

### Verduras y frutas

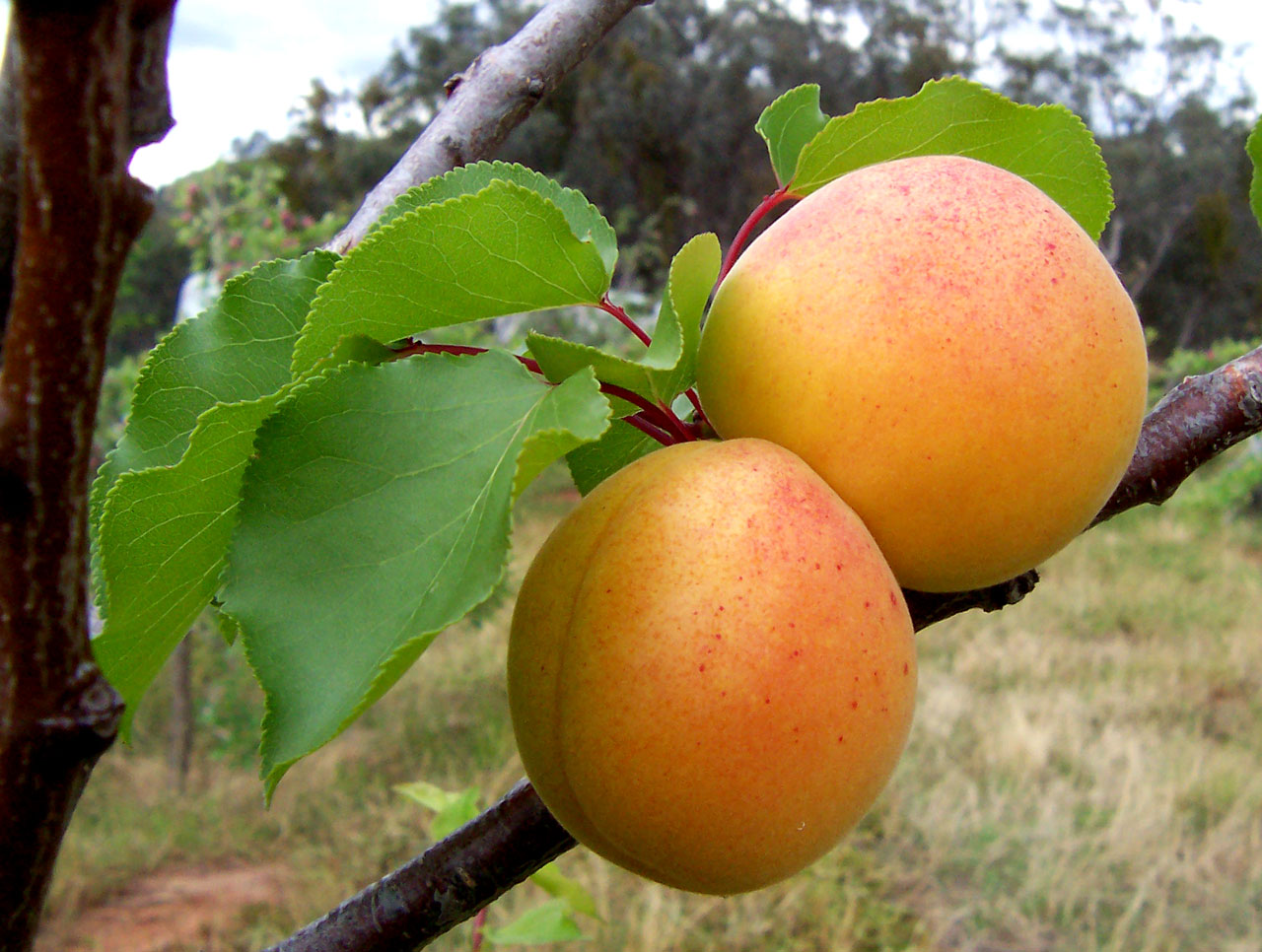
El albaricoque - Un símbolo culinario de la cocina armenia - Prunus armeniaca.

Una de las verduras más populares en la cocina armenia es la calabaza (muy mencionado en las canciones tradicionales que mencionan los ingredientes de platos), a pesar de no ser muy frecuente en los mercados, uno de los platos más tradicionales elaborados con esta verdura es el ghapama que incluye frutos secos. Las patatas entraron en la cocina armenia gracias a los soldados rusos que ocuparon el país en los años 1930. Otra verdura muy popular con introducción tardía en la cocina armenia es la col, empleada como hoja para recubrir los tolma y los khrichik. Las verduras se emplean en ensaladas ('aghtsan'- que significa remojado en una salmuera) que suelen ser cocidas o crudas. 
Las frutas son abundantes, una de las características que posee este país tan soleado es la abundancia de frutas como las uvas o los damascos ('tziran' en armenio), este último casi un símbolo nacional del que se llega a decir que procede de este país. Plinio llega a definir un prunus armenicana como originario de Armenia. A veces cuando se denomina un plato 'al estilo armenio' es que contiene como ingrediente el melocotón.

### Cereales
Los cereales forman parte de una gran fuente de calorías en la dieta armenia. 'Dzwar' es el nombre de los granos de cereal con cáscara, el 'atchar' (espelta) es muy popular en las sopas y dolmas <tolma (տոլմա) en armenio>. Algunas mujeres se dedican a moler los cereales, en una imagen muy tradicional de la cocina Armenia. Uno de los platos más populares es el blghoor que se hace con granos de trigo cocidos y posteriormente secados. Los granos de centeno tostados denominados grechka fueron muy populares en la época de la República Socialista Soviética de Armenia, se consideraba por el pueblo como un alimento muy saludable, a veces prescrito como medicamento en la era soviética. El maíz no es muy popular en la cocina de Armenia y el arroz aunque se plante en las llanuras es considerado como un alimento de exportación, no obstante existen los pilafs al estilo 'kashovi' ('kashel' significa: 'para llevar'), los elaborados al estilo 'kamovi' ('kamel' significa: 'escurridos'), etc.
Existen muchos platos fundamentados en el cereal, algunos de ellos relacionados con banquetes familiares o fiestas, casi siempre asociado a un simbolismo agrario. En muchas fiestas aparecen los porridge de granos de cereal, generalmente acompañando a platos de carne. Por ejemplo para celebrar la primera salida de un diente de un bebe se suele regalar granos de cereal con pasas. Un plato ritual que he perdido su costumbre entre los armenios es el kahtnapoor (lit. 'sopa de leche') y que se trata de un arroz con leche, que posee el significado de pureza y se trata de un plato servido el Día de la Ascensión que rara vez se relaciona en la actualidad con esta celebración, cosa que hace que la mayoría de los armenios consideren a este plato como comida para niños.

### Carnes

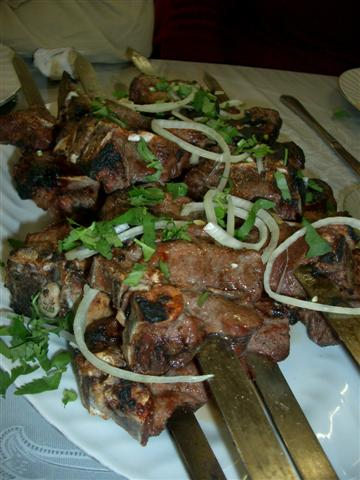
Un khorovats - Barbacoa al estilo armenio muy tradicional.

Las carnes son consideradas en Armenia como un símbolo de plenitud y abundancia en la comida, comerla es un prestigio que se ofrece a los invitados de alto rango, y de esta forma cuanto más se ofrece a un invitado mayor honor se le hace. La carne de oveja en el pasado fue un plato tradicional, siendo además objeto de adoración por diferentes motivos: religiosos, prácticos (es una fuente de leche) y de ofrecimiento ritual. En la antigüedad los armenios sacrificaban grandes cantidades de reses durante las festividades y banquetes. La carne de cerdo no es tan tradicional y los platos que la contienen se consideran una influencia de la cocina rusa en la armenia. 
La barbacoa armenia más tradicional es la khorovats, con grandes significaciones de fiesta de la alegría y la compañía, se celebra en cualquier época del año, existe un refrán armenio que dice que: tu salario es satisfactorio si puedes celebrar tres khorovats al mes. Suele tener diferentes pinchos (denominados 'shish' o también 'shampoor' o 'mangal') elaborados con carnes y verduras ensartadas y puestas sobre el fuego de unas brasas de carbón vegetal.

### Especias y condimentos
En la cocina armenia abunda el uso de hierbas (denominadas 'kanachi' en armenio en especial las que son aromáticas), este uso generoso puede verse incluso hoy en día. Cualquier plato que haga uso abundante de hierbas cortadas contiene en su denominación la palabra armenia 'aghtsan'. Entre las hierbas más empleadas se encuentra una que se denomina sindrick, se trata de una hierba con sabor amargo a la que se le atribuye además una propiedad medicinal. Algunas hierbas tradicionales de la cocina armenia son el Rumex crispus ('Avelook') que es una hierba muy empleada en los guisos armenios y el Dandoor que se cocina igual que la espinaca. 
La cocina armenia valora mucho las hierbas en la preparación de los platos. La cocina armenia también hace un gran uso de la sal, especialmente los habitantes de las montañas más que los valles y por esta razón existen abundantes alimentos curados en salazón: quesos en salazón.

## Entradas (meza)

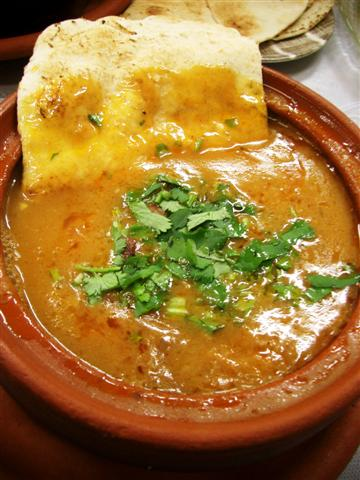
Un chanakhi.

- Basturma: Fiambre armenio de aroma fuerte.
- Chikeofte: Keppe crudo o de arvejas.
- Dolma de Arroz (frío): Arroz condimentado envuelto en hoja de parra. Llamado "dolma" en armenio occidental y "tolma" en armenio oriental.
- Imam bayildi: Berenjenas asadas con ajos, tomates, etc.
- Madzun/Laban: Yogur.
- Sarma de arroz (frío): Arroz condimentado envuelto en repollo.
- Tabouleh: Ensalada de trigo condimentada con tomates, perejiles, lechugas picadas, y menta.

## Platos principales

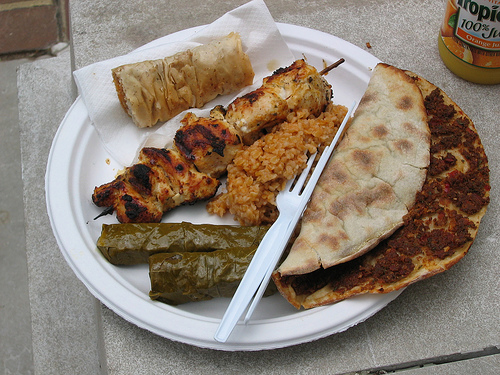
Especialidades armenias.

- Kefte/Koufte: Pasta frita o cocida que contiene carne picada de vaca (a veces piñones) rodeado de una fina capa de bulgur y carne
- Ghapama: Dolma de calabaza con carne.
- Lamajoun (Lahmacun): Empanada de pan de lavash con trozos de carne y tomate.
- Shish Kebab: Brocheta; puede ser de carne de cerdo, pollo, o de carne picada. Se sirve también con madzun.

### Sopas

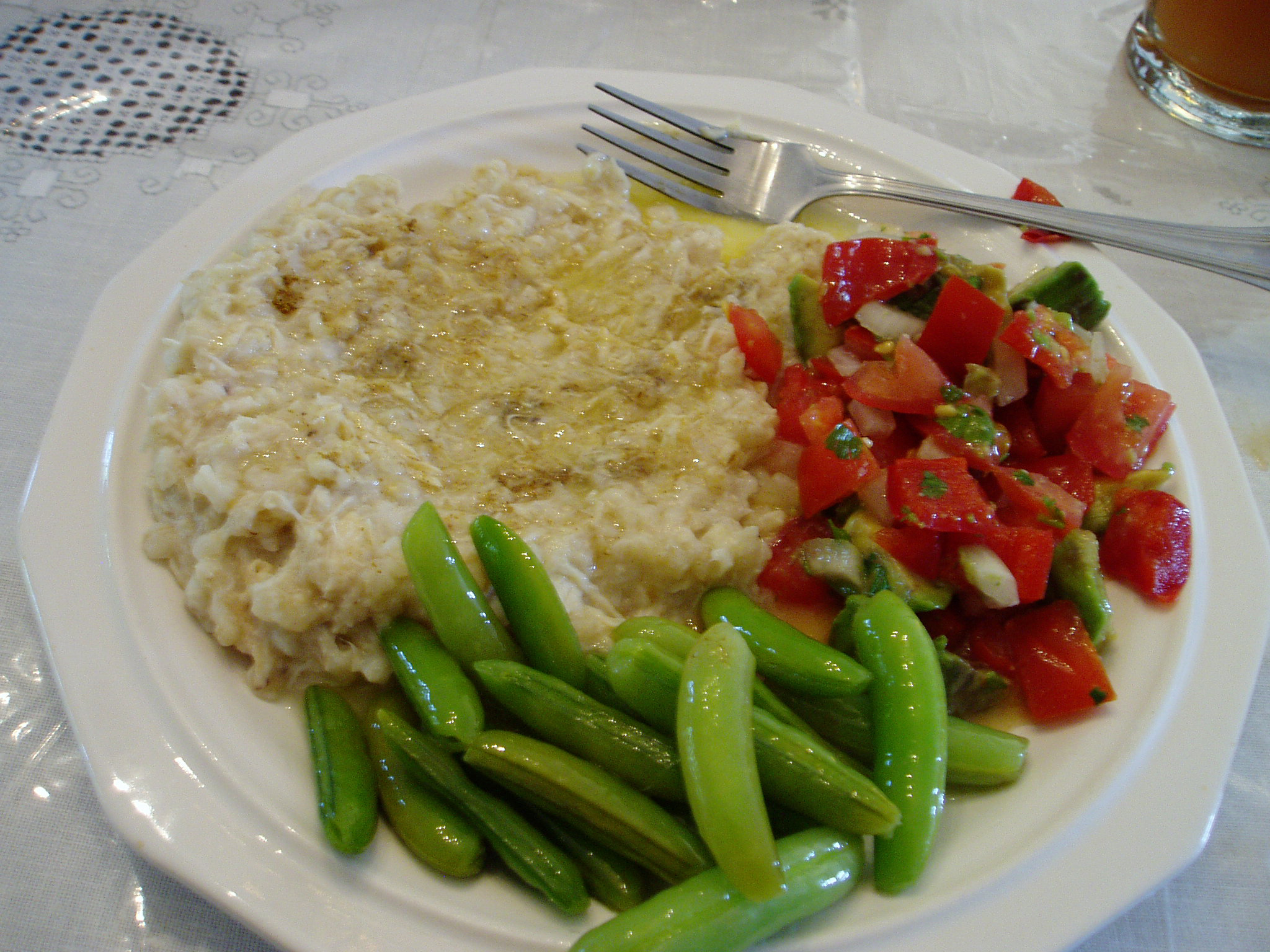
Un plato de harissa con sus judías verdes.

- Chorba: Definición genérica de sopa.
- Harissa: Una especie de arroz cocinado en su punto con un ligero caldo, también puede ser cocinado con verduras u otro ingrediente como la carne.
- Khash: Sopa de pezuña de ternera cocida.
- Tarkhana: Sopa de harina y yogur.

### Barbacoas
Las barbacoas son muy populares en Armenia y son entendidas como un punto de reunión y diversión entre conocidos y familiares. Las más conocidas son:
- Khorovats: Shish kebab a la parrilla (de ternera, cordero, pollo o pescado del Seván).

### Panes
- Lavash: Pan plano ligero y fino.

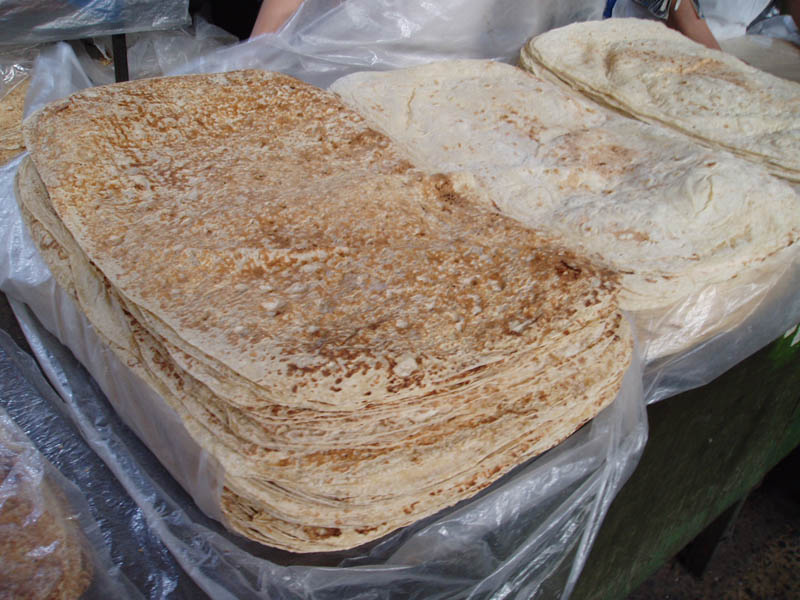
Un típico lavash armenio.

- Matnakash: Pan ligero y esponjoso.
- Choreg: Pan dulce especial para los desayunos.
- La Lahmacun, también conocida como Lamaju o Lehmeyun contiene una mistura de carne, tomate y verduras, cocinadas en lavash.

### Ensaladas
- Tabouleh: Ensalada de trigo, tomates, lechuga, pepino y menta.

### Ritual
- Matagh: sacrificio de la cordero.

## Postres
Los postres son un auténtico símbolo de ofrecimiento de hospitalidad en la cultura de Armenia. En la época soviética los postres se hacían exclusivamente de forma casera, sin embargo, ahora la elaboración de postres es un negocio floreciente. La pastelería de la cocina armenia es un cruce de diferentes culturas. Los postres tradicionales son el gata (elaborado con café) y el nazuk que son de complicada elaboración. El gata es un postre con innumerables variantes muy típico en las celebraciones. Otros postres armenios son, el Kadaif que se trata de un pastel elaborado con ricota o nuez y el bkhlava elaborado como un milhojas con nueces, de influencia de la cocina turca. Puede tener forma de deditos o milhoja cuadrada (gurebie). 
Algunos ingredientes empleados en la pastelería armenia son el beze que es un merengue muy empleado como recubrimiento de los dulces, las frutas secas que son muy típicas en la cocina armenia, el sardar que es miel cristalizada. Algunos bollos como el Ponchik participan de los desayunos armenios.

## Bebidas
Es de resaltar la calidad del agua que se sirve en Armenia, suele contener los minerales de restos volcánicos. A pesar de esta situación, el agua embotellada es relativamente escasa (algunas marcas reputadas son 'Arzi', 'Bjni' o 'Termuk') y muchos apartamentos y viviendas reciben suministro de agua durante tres o cuatro horas al día. 

### No alcohólicas
- Café armenio: Café negro fuerte, algunas veces dulce.
- Jermuk (bebida): Agua mineral embotellada procedente de Jermuk.
- Kéfir: Bebida de leche fermentada, contiene menos de 0,1 % de alcohol.
- Kvas: Bebida de centeno fermentado, dulce.
- Tahn: Bebida a base de yogur, agua y sal (con o sin gas).
- Hayq, Sari
- Gazoz

### Alcohólicas
Entre las bebidas alcohólicas de baja graduación goza de buena reputación el vino que se ha empezado a comercializar a partir de los años 1990, aunque todavía sin llegar a competir con la producción de vinos de Georgia o de Moldavia. La producción de cerveza tuvo su importancia en la era soviética y dejó marcas ahora típicas como Kilikia (nombre una región muy antigua en Armenia) y la Kotayk (nombre del lugar donde se elabora la cerveza). Dentro de los las bebidas alcohólicas de alta graduación los armenios son aficionados al vodka (Oghi) heredado de la época soviética, los hay de diversas variedades pero uno de los más tradicionales se elabora con corno Europeo (cornus mas). También son importantes el coñac y los brandys (Dvin), símbolo de lujo y dinero para los armenios. Otro licor afamado entre la población es el Ararat.